# Montautour
Montautour (bret. Menezaoter) – miejscowość i gmina we Francji, w regionie Bretania, w departamencie Ille-et-Vilaine.
Według danych na rok 1990 gminę zamieszkiwały 242 osoby, a gęstość zaludnienia wynosiła 35 osób/km² (wśród 1269 gmin Bretanii Montautour plasuje się na 973. miejscu pod względem liczby ludności, natomiast pod względem powierzchni na miejscu 952.).